# Mister Ed
Mister Ed, el caballo que habla (en inglés, Mr. Ed, the Talking Horse) es una serie de televisión estadounidense, una comedia de fantasía creada por Walter R. Brooks, que se emitió en la cadena televisiva CBS por primera vez en el año 1961 y hasta el año 1966.
La serie consta de seis temporadas que contienen 144 episodios; cada episodio dura alrededor de treinta minutos y muestra a un equino, Mr. Ed, capaz de aconsejar, platicar y hasta regañar a su dueño y meterlo en problemas que casi siempre él mismo solucionaba a su muy peculiar manera.

## Personajes

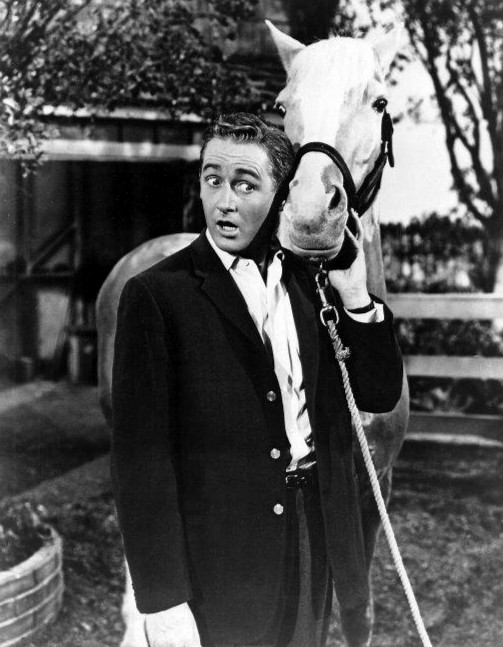
Alan Young como Wilbur Post y Mister Ed.

### Personajes principales
- Mr. Ed, un caballo inteligente con la capacidad de hablar, en la voz de Allan Lane.
- Wilbur Post, un arquitecto, dueño de Ed, interpretado por Alan Young.
- Carol Post, esposa de Wilbur, interpretada por Connie Hines.

### Personajes secundarios
- Roger Addison (Larry Keating)
- Camille «Kay» Addison (Edna Skinner)
- Gordon Kirkwood (Leon Ames)
- Winnie Kirkwood (Florence MacMichael)
- Paul Fenton (Jack Albertson)
- El padre de Carol, Mr. Higgins (Barry Kelley)

## Muerte
En 1970, tras sufrir una serie de enfermedades, el caballo utilizado en la serie muere en un establo de Burbank, en California.
En el año 2004 la cadena norteamericana Fox Broadcasting Company (FOX) hizo un remake del show.